# 협성경복중학교
협성경복중학교(協成景福中學校)는 대한민국 대구광역시 남구 봉덕3동에 있는 사립 중학교이다.
2018년에 협성중학교와 경복중학교를 통합했으며, 기존 야구부 또한 경복중학교에서 이관받았다. 비게 된 경복중학교 건물은 2024년 9월부터 경북여자상업고등학교가 대명2동에서 이전하여 이용 중이다.

## 학교 연혁
- 2017년 9월 7일 : 경복중학교 폐지인가
- 2017년 11월 10일 : 협성중학교 교명을 협성경복중학교로 교명 변경 인가
- 2018년 1월 5일 : 협성중학교 제57회 졸업(졸업생 누계 28,305명)
- 2018년 1월 5일 : 경복중학교 제65회 졸업(졸업생 누계 25,326명)
- 2018년 3월 1일 : 협성경복중학교로 통합 개교
- 2018년 3월 1일 : 협성경복중학교 초대 김시년 교장 취임
- 2018년 3월 2일 : 협성경복중학교 입학식(6학급 184명)
- 2018년 3월 2일 : 학교운동부 야구부 이전 창단
- 2019년 7월 31일 : 협성경복중학교 교사 리모델링, 급식소 및 실내야구연습장 신축 완공
- 2020년 9월 1일 : 협성경복중학교 이종법 교장 취임
- 2022년 1월 27일 : 협성경복중학교 제61회 졸업(졸업생 누계 29,102명)
- 2022년 3월 2일 : 협성경복중학교 입학식(7학급 160명)

## 참고 자료
- 협성경복중학교 - 한국교육학술정보원 학교알리미